# 弄璋樹
22°32′43″N 120°33′38″E / 22.545309°N 120.560659°E
弄璋樹，是位於臺灣屏東縣潮州鎮泗林里八大森林樂園內的茄苳樹，被當地人視為神樹，今為重植。

## 樹況
潮州鎮鎮公所前任祕書陳育裕回憶，弄璋樹過去位在一片密不見日的原始林，濕氣重，也有沼澤，是兒童不能接近的禁區，後來日治時期時沼澤乾涸，原始林不再陰霾。日本人在樹周圍種植約兩千棵桃花心木。
後來傳說當地一對夫婦在不經意的情況下，向這棵位在潮州鎮泗林里的老茄苳許下求子心願，竟然如願以償，名聲一傳十，十傳百。1978年11月16日，時任總統的蔣經國在總統府祕書長蔣彥士、政務委員張豐緒、屏東縣長柯文福、潮州鎮長洪連順陪同下來參觀該樹。蔣經國環抱此樹，說：「讓神明保佑大家，帶給大家福氣。...如果是張英武來抱的話，三個人就夠了。」
八大森林樂園副總經理陳功錚表示，此樹因蔣經國來訪遂得名「弄璋樹」，園方常在弄璋樹下的小祠堂發現油飯，應該是來此求子成功後還願的。園方會以此樹作為情人節的祈福地點。
之前蔣經國拜訪過的樹還有五福臨門神木。
2003年報導時，弄璋樹樹高十二公尺、胸圍六點一公尺，由於生長位置在桃花心木內，樹冠幅並不大，約六平方公尺，在已知的紀錄中，曾面臨兩次雷殛，導致一大半邊枯死。2003年縣府統計縣內珍貴老樹，此樹樹齡為約六百年最久，其次為里港茄苳尊王。
2004年再遭雷擊，逐漸失去生命跡象，被榕樹等植物寄生。今為第二代樹身。